# Diocesi di Tombura-Yambio
La diocesi di Tombura-Yambio (in latino: Dioecesis Tomburaënsis-Yambioensis) è una sede della Chiesa cattolica nel Sudan del Sud suffraganea dell'arcidiocesi di Giuba. Nel 2022 contava 1.398.000 battezzati su 2.204.000 abitanti. È retta dal vescovo Edward Hiiboro Kussala.

## Territorio
La diocesi comprende la parte sud-occidentale del Sudan del Sud e precisamente lo stato di Equatoria Occidentale, ad eccezione della contea di Mundri, che fa parte della diocesi di Yei.
Sede vescovile è la città di Yambio, dove si trova la cattedrale di Cristo Re. A Tumbura sorge la concattedrale di Santa Maria Ausiliatrice.
Il territorio si estende su una superficie di 81.562 km² ed è suddiviso in 22 parrocchie.

## Storia
La prefettura apostolica di Mupoi fu eretta il 3 marzo 1949 con la bolla Quo Christi Domini di papa Pio XII, ricavandone il territorio dai vicariati apostolici di Bahr el-Gebel (oggi arcidiocesi di Giuba) e Bahr el-Ghazal (oggi diocesi di Wau).
Il 3 luglio 1955 cedette una porzione del suo territorio a vantaggio dell'erezione del vicariato apostolico di Rumbek (oggi diocesi).
Il 12 dicembre 1974 la prefettura apostolica è stata elevata a diocesi, con il nome di "diocesi di Tombura", in forza della bolla Cum in Sudania di papa Paolo VI.
Il 21 febbraio 1986 cambiò nome in favore di diocesi di Tombura-Yambio, in forza del decreto Summus Pontifex della Congregazione per l'evangelizzazione dei popoli, in seguito al trasferimento della cattedrale da Tumbura a Yambio; contestualmente, l'antica cattedrale è diventata concattedrale diocesana.

## Cronotassi dei vescovi
Si omettono i periodi di sede vacante non superiori ai 2 anni o non storicamente accertati.
- Domenico Ferrara, M.C.C.I. † (11 marzo 1949 - 18 aprile 1973 dimesso)
- Joseph Abangite Gasi † (12 dicembre 1974 - 19 aprile 2008 ritirato)
- Edward Hiiboro Kussala, dal 19 aprile 2008

## Statistiche
La diocesi nel 2022 su una popolazione di 2.204.000 persone contava 1.398.000 battezzati, corrispondenti al 63,4% del totale.
| anno | popolazione | popolazione | popolazione | presbiteri | presbiteri | presbiteri | presbiteri                | diaconi | religiosi | religiosi | parrocchie |
| anno | battezzati  | totale      | %           | numero     | secolari   | regolari   | battezzati per presbitero | diaconi | uomini    | donne     | parrocchie |
| ---- | ----------- | ----------- | ----------- | ---------- | ---------- | ---------- | ------------------------- | ------- | --------- | --------- | ---------- |
| 1950 | 21.707      | 257.000     | 8,4         | 18         | 2          | 16         | 1.205                     |         | 25        | 17        | 4          |
| 1969 | 95.360      | 150.000     | 63,6        | 10         | 6          | 4          | 9.536                     |         | 6         | 13        | 3          |
| 1980 | 134.826     | 222.794     | 60,5        | 11         | 7          | 4          | 12.256                    |         | 7         | 9         | 9          |
| 1990 | 217.185     | 477.538     | 45,5        | 17         | 10         | 7          | 12.775                    |         | 9         | 33        | 12         |
| 1999 | 214.231     | 454.347     | 47,2        | 17         | 13         | 4          | 12.601                    |         | 9         | 20        | 12         |
| 2000 | 236.231     | 464.347     | 50,9        | 12         | 12         |            | 19.685                    |         | 5         | 21        | 12         |
| 2001 | 241.000     | 474.000     | 50,8        | 13         | 13         |            | 18.538                    |         | 5         | 24        | 12         |
| 2003 | 507.000     | 522.000     | 97,1        | 20         | 20         |            | 25.350                    |         | 2         | 12        | 12         |
| 2004 | 310.000     | 643.000     | 48,2        | 25         | 24         | 1          | 12.400                    |         | 5         | 29        | 13         |
| 2008 | 995.000     | 1.569.000   | 63,4        | 32         | 31         | 1          | 31.093                    |         | 6         | 31        | 12         |
| 2014 | 1.072.000   | 1.691.000   | 63,4        | 32         | 31         | 1          | 33.500                    |         | 6         | 31        | 12         |
| 2017 | 1.244.000   | 1.961.000   | 63,4        | 45         | 40         | 5          | 27.644                    |         | 25        | 43        | 22         |
| 2020 | 1.342.900   | 2.117.450   | 63,4        | 46         | 41         | 5          | 29.193                    |         | 25        | 43        | 22         |
| 2022 | 1.398.000   | 2.204.000   | 63,4        | 48         | 42         | 6          | 29.125                    |         | 26        | 43        | 22         |